# Geoff Parkin
Geoff Parkin (Mansfield, 11 aprile 1928 – novembre 2018) è stato un calciatore inglese, di ruolo attaccante.

## Carriera
Dopo aver giocato nelle giovanili del Derby County nel 1945 viene aggregato alla prima squadra, con cui nella sua prima stagione vince la FA Cup (che è la prima FA Cup vinta nella sua storia dal club bianconero, oltre che in generale il suo primo trofeo maggiore). Rimane poi in squadra per altre quattro stagioni consecutive, tutte in prima divisione (nella stagione 1945-1946 si era giocata solo la FA Cup e non i campionati, ancora interrotti dopo la pausa dovuta alla seconda guerra mondiale); durante questo periodo, le uniche partite giocate da Parkin in prima divisione con i Rams sono le 9 presenze della stagione 1949-1950, e sono anche di fatto le sue uniche presenze in carriera nei campionati della Football League, visto che a fine stagione va a giocare con i semiprofessionisti dell'Ilkeston Town.

## Palmarès

### Club

#### Competizioni nazionali
- Coppa d'Inghilterra: 1

Derby County: 1945-1946